# 麻生古城
麻生古城（あそうこじょう）は、愛知県岡崎市鍛埜町にあった中世の日本の城（山城）。

## 記録
『額田町史』による城主は麻生内蔵助が記されている。18世紀に編まれた『三河国二葉松』に「麻生村古屋鋪、親氏公時代麻生内蔵助天野弥九郎中山七名領主倉橋太郎左衛門モ住松平助十郎」と書き残されている。